# Франкоязычные страны
Франкоязы́чные стра́ны (франкофо́нные стра́ны, фр. pays francophones) — страны, в которых французский язык имеет официальный статус и/или в которых значительная часть населения владеет им. К таким странам относятся территории исторического развития французского языка (Франция и некоторые соседние страны и регионы: Монако, Люксембург, часть Бельгии и часть Швейцарии), а также бывшие французские и бельгийские колонии.
По данным международной организации Франкофония, французский язык используется в повседневной жизни на ежедневной основе 212 миллионами человек.
| Страна                | Страна                        | Статус языка                    | Количество носителей | Количество носителей | Примечания |
| Страна                | Страна                        | Статус языка                    | 1-й язык             | 2-й язык             | Примечания |
| --------------------- | ----------------------------- | ------------------------------- | -------------------- | -------------------- | --- |
| Алжир                 | Алжир                         | Неофициальный                   |                      | 10 200 000           | Де факто национальный рабочий язык, язык высшего образования. 20 % населения могут читать и писать по-французски |
| Андорра               | Андорра                       | Неофициальный                   | 4200                 | 30 000               | Де факто национальный рабочий язык |
| Бельгия               | Брюссельский столичный регион | Официальный на части территории | 3 900 000            | 4 630 000            | Наряду с нидерландским |
| Бельгия               | Валлония                      | Официальный на части территории | 3 900 000            | 4 630 000            | |
| Бенин                 | Бенин                         | Официальный                     | 16 700               | 739 000              | Изучается в начальной и средней школе |
| Буркина-Фасо          | Буркина-Фасо                  | Официальный                     |                      | 823 000              | Официальный язык преподавания |
| Бурунди               | Бурунди                       | Один из официальных             | 2200                 | 390 000              | Наряду с рунди. Де факто национальный рабочий язык. Изучается в начальной и средней школе |
| Вануату               | Вануату                       | Один из официальных             | 6300                 | 99 000               | Наряду с английским и бислама |
| Габон                 | Габон                         | Официальный                     | 37 500               | 1 120 000            | По данным международной организации франкоязычных стран (МОФ) на 2018 год 66 % населения Габона владеет французским языком. |
| Гаити                 | Гаити                         | Один из официальных             | 600                  | 664 000              | Наряду с гаитянским креольским |
| Гваделупа             | Гваделупа                     | Официальный                     | 7300                 | 361 000              | Местная разновидность языка напоминает каджунский |
| Гвиана                | Гвиана                        | Официальный                     | 231 000              |                      | |
| Гвинея                | Гвинея                        | Официальный                     |                      | 2 000 000            | |
| Гернси                | Гернси                        | Неофициальный                   |                      |                      | Де факто национальный рабочий язык |
| ДР Конго              | ДР Конго                      | Официальный                     |                      | 42 500 000           | ДРК является второй в абсолютных числах населения франкоязычной страной в мире после Франции, в 2018 году 42,5 млн. конголезцев, или 50,6 % населения ДРК, умели читать и писать по-французски, против 66 млн. французов, или 97 % населения Франции, которые умели читать и писать по-французски. Киншаса — столица ДРК является крупнейшим по населению франкоязычным городом в мире. |
| Джерси                | Джерси                        | Неофициальный                   |                      |                      | Де факто национальный рабочий язык |
| Джибути               | Джибути                       | Один из официальных             | 10 200               | 160 000              | Наряду с арабским. По данным международной организации франкоязычных стран (МОФ) на 2018 год 50 % населения Джибути владеет французским языком. |
| Индия                 | Союзная территория Пудучерри  | Официальный на части территории | 10 000               |                      | Наряду с английским, малаялам, тамильским, телугу и хинди |
| Италия                | Валле-д’Аоста                 | Официальный на части территории | 100 000              |                      | Наряду с итальянским |
| Камерун               | Камерун                       | Один из официальных             |                      | 2 950 000            | Наряду с английским. По данным международной организации франкоязычных стран (МОФ) на 2018 год 41 % населения Камеруна владеет французским языком. |
| Канада                | Квебек                        | Официальный на части территории | 7 300 000            | 2 070 000            | Единственный официальный язык |
| Канада                | Нунавут                       | Официальный на части территории | 7 300 000            | 2 070 000            | Наряду с английским и инуктитутом |
| Канада                | Нью-Брансуик                  | Официальный на части территории | 7 300 000            | 2 070 000            | Наряду с английским |
| Канада                | Северо-Западные территории    | Официальный на части территории | 7 300 000            | 2 070 000            | Наряду с английским, гвичином, догрибом, инуктитутом, кри, чипевианом и слейви |
| Канада                | Юкон                          | Официальный на части территории | 7 300 000            | 2 070 000            | Наряду с английским |
| Коморы                | Коморы                        | Один из официальных             | 1700                 | 312 000              | Наряду с арабским и коморским. Язык обучения, за исключением изучения Корана |
| Кот-д’Ивуар           | Кот-д’Ивуар                   | Официальный                     | 17 500               | 12 700 000           | |
| Ливан                 | Ливан                         | Неофициальный                   | 16 600               | 667 000              | Около 20 % населения ежедневно используют французский, около 65 % населения могут читать и писать на французском. Некоторые государственные и частные университеты ведут обучение на французском языке. Преподаётся в начальной и средней школе |
| Люксембург            | Люксембург                    | Один из официальных             | 82 000               | 414 000              | Наряду с люксембургским и немецким. Изучается в школе. Используется преимущественно интеллектуалами, профессионалами, в государственном управлении и торговле |
| Маврикий              | Маврикий                      | Неофициальный                   | 37 000               | 143 000              | Наряду с английским и маврикийским креольским языком. По данным международной организации франкоязычных стран (МОФ) на 2018 год 73 % населения Маврикия владеет французским языком. |
| Мавритания            | Мавритания                    | Неофициальный                   |                      | 167 000              | Наряду с арабским |
| Мадагаскар            | Мадагаскар                    | Один из официальных             | 18 000               | 847 000              | Наряду с малагасийским |
| Майотта               | Майотта                       | Официальный                     | 54 000               |                      | |
| Мали                  | Мали                          | Официальный                     | 9000                 | 1 110 000            | Изучается в начальной и средней школе |
| Марокко               | Марокко                       | Неофициальный                   | 80 000               | 4 150 000            | В Фесе многие люди из высшего общества используют французский в качестве первого языка, до арабского |
| Мартиника             | Мартиника                     | Официальный                     | 9000                 | 312 000              | Существует параллельно с местным креольским языком |
| Монако                | Монако                        | Официальный                     | 16 500               | 23 400               | |
| Нигер                 | Нигер                         | Официальный                     | 6000                 | 1 260 000            | |
| Новая Каледония       | Новая Каледония               | Официальный                     | 68 300               | 116 000              | |
| Республика Конго      | Республика Конго              | Официальный                     | 28 000               | 1 200 000            | По данным международной организации франкоязычных стран (МОФ) на 2018 год 59 % населения Республики Конго владеет французским языком. |
| Реюньон               | Реюньон                       | Официальный                     | 619 000              | 118 000              | |
| Руанда                | Руанда                        | Один из официальных             | 2300                 | 609 000              | Наряду с английским и руанда |
| Сейшельские Острова   | Сейшельские Острова           | Один из официальных             | 4000                 | 44 000               | Наряду с английским и сейшельским креольским. По данным международной организации франкоязычных стран (МОФ) на 2018 год 53 % населения Сейшельских Островов владеет французским языком. |
| Сен-Бартелеми         | Сен-Бартелеми                 | Официальный                     | 6750                 |                      | Архаичный диалект, напоминающий французский язык XVII века |
| Сен-Мартен            | Сен-Мартен                    | Официальный                     | 3000                 |                      | Государственное управление и образование |
| Сен-Пьер и Микелон    | Сен-Пьер и Микелон            | Официальный                     | 6400                 |                      | |
| Сенегал               | Сенегал                       | Официальный                     | 20 000               | 1 150 000            | |
| США                   | Луизиана                      | Официальный на части территории | 1 764 000            |                      | Наряду с английским |
| США                   | Мэн                           | Официальный на части территории | 1 764 000            |                      | Наряду с английским |
| Того                  | Того                          | Официальный                     | 3000                 | 2 000 000            | По данным международной организации франкоязычных стран (МОФ) на 2018 год 40 % населения Того владеет французским языком. |
| Тунис                 | Тунис                         | Неофициальный                   | 11 000               | 6 360 000            | |
| Уоллис и Футуна       | Уоллис и Футуна               | Официальный                     | 120                  | 15 000               | |
| Франция (метрополия)  | Франция (метрополия)          | Официальный                     | 60 000 000           |                      | |
| Французская Полинезия | Французская Полинезия         | Официальный                     | 35 000               | 208 000              | Изучается в начальной и средней школе. Широко распространён во всех сферах жизни |
| ЦАР                   | ЦАР                           | Один из официальных             | 9000                 | 945 000              | Наряду c санго. Широко используется |
| Чад                   | Чад                           | Один из официальных             | 3000                 | 1 940 000            | Наряду с арабским |
| Швейцария             | Берн                          | Официальный на части территории | 1 820 000            | 2 070 000            | Наряду с немецким |
| Швейцария             | Вале                          | Официальный на части территории | 1 820 000            | 2 070 000            | Наряду с немецким |
| Швейцария             | Во                            | Официальный на части территории | 1 820 000            | 2 070 000            | |
| Швейцария             | Женева                        | Официальный на части территории | 1 820 000            | 2 070 000            | |
| Швейцария             | Невшатель                     | Официальный на части территории | 1 820 000            | 2 070 000            | |
| Швейцария             | Фрибур                        | Официальный на части территории | 1 820 000            | 2 070 000            | Наряду с немецким |
| Швейцария             | Юра                           | Официальный на части территории | 1 820 000            | 2 070 000            | |
| Экваториальная Гвинея | Экваториальная Гвинея         | Один из официальных             |                      | 100 000              | Наряду с испанским. Преподаётся в начальной и средней школе. Используется преимущественно в городах |